# Parti démocratique du peuple (Indonésie)
Pour les articles homonymes, voir Parti démocratique du peuple.
Le Parti démocratique du peuple (Partai Rakyat Demokratik ou PRD) un parti politique indonésien de tendance social-démocrate.
Le PRD a été fondé le 22 juillet 1996, alors que l'Indonésie était encore dirigée par Soeharto. Il existait depuis 1994 sous le nom d'"Union démocratique du peuple".
Le 27 juillet 1996 à Jakarta, des soldats prennent d'assaut le siège du Parti démocratique indonésien de lutte (PDI), occupé par des membres du parti qui refusaient l'éviction par le régime de Soeharto de Megawati Soekarnoputri de la présidence. Des émeutes vont alors éclater un peu partout dans la capitale.
Le principal dirigeant du PRD, Budiman Sudjatmiko, sera accusé d'avoir fomenté les émeutes et jeté en prison par le régime. Le parti sera également accusé d'activités "communistes". Sujatmiko ne sera libéré qu'en 1999, peu de temps après l'élection d'Abdurrahman Wahid comme président de la République.